# Модзерово (гміна Влоцлавек)
Модзерово (пол. Modzerowo, нім. Stauberwald) — село в Польщі, у гміні Влоцлавек Влоцлавського повіту Куявсько-Поморського воєводства.
Населення — 473 особи (2011).
У 1975-1998 роках село належало до Влоцлавського воєводства.

## Демографія
Демографічна структура станом на 31 березня 2011 року:
|          | Загалом | Допрацездатний вік | Працездатний вік | Постпрацездатний вік |
| -------- | ------- | ------------------ | ---------------- | -------------------- |
| Чоловіки | 241     | 56                 | 165              | 20                   |
| Жінки    | 232     | 48                 | 143              | 41                   |
| Разом    | 473     | 104                | 308              | 61                   |